# Elijah Harkless
Elijah Harkless (San Bernardino, California; 3 de febrero de 2000) es un baloncestista estadounidense que pertenece a la plantilla de los Utah Jazz de la NBA, con un contrato dual que le permite jugar además en su filial de la G League, los Salt Lake City Stars. Con 1,91 metros de estatura, juega en la posición de escolta.

## Trayectoria deportiva

### Universidad
Jugó dos temporadas con los Matadors  de la Universidad Estatal de California en Northridge, en las que promedió 8,3 puntos, 4,6 rebotes y 2,6 asistencias por partido. En su segunda año se convirtió en el primer jugador de CSUN en registrar un triple-doble y el primer jugador desde 2005 en conseguir 54 robos en una sola temporada.
En su temporada junior fue transferido a los Sooners de la Universidad de Oklahoma, donde jugó 49 partidos en dos temporadas y promedió 9,1 puntos, 4,7 rebotes, 2,0 asistencias y 1,6 robos en 28,8 minutos.
Para su última temporada fue transferido nuevamente, en esta ocasión a los Rebels' de la Universidad de Nevada, Las Vegas, donde fue titular en los 32 partidos y promedió un récord personal de 19,1 puntos, 5,1 rebotes, 3,4 asistencias y 1,6 robos en 31,0 minutos, liderando a su equipo en puntos totales con 611, rebotes totales con 163, asistencias totales con 108 y minutos totales con 991.

### Profesional
Tras no ser elegido en el Draft de la NBA de 2023, sí lo fue en el Draft de la G League por los Ontario Clippers, equipo al que se incorporó el 30 de octubre. Jugó 20 partidos y promedió 11,6 puntos, 3,9 rebotes, 3,2 asistencias y 1,0 robos en 22,6 minutos mientras anotaba un 47,5% de tiros de campo.
El 25 de abril de 2024 firmó con los Saskatchewan Rattlers de la Canadian Elite Basketball League, donde jugó 27 partidos, promediando 11,4 puntos, 3,7 rebotes, 2,9 asistencias y 1,0 robos en 20,7 minutos. El 25 de julio fue liberado por los Rattlers.
Tras jugar con Los Angeles Clippers la Liga de Verano de la NBA de 2024, el 4 de septiembre firmó contrato con la franquicia. Sin embargo, fue despedido el 26 del mismo mes. y volvió a firmar con ellos el 9 de octubre. Pero nuevamente fue despedido diez días después. El 28 de octubre se incorporó a la plantilla de su filial en la G League, los San Diego Clippers.
El 1 de enero de 2025 firmó un contrato dual con los Utah Jazz.

## Estadísticas de su carrera en la NBA

### Temporada regular
| Año     | Equipo | PJ | PT | MPP  | %TC  | %3P  | %TL  | RPP | APP | ROB | TPP | PPP |
| ------- | ------ | -- | -- | ---- | ---- | ---- | ---- | --- | --- | --- | --- | --- |
| 2024-25 | Utah   | 10 | 0  | 13.8 | .314 | .280 | .500 | 2.1 | .8  | 1.0 | .1  | 3.2 |
| Total   | Total  | 10 | 0  | 13.8 | .314 | .280 | .500 | 2.1 | .8  | 1.0 | .1  | 3.2 |